# Chrono des Nations
A Chrono des Nations (Contrarrelógio das Nações) é uma corrida de ciclismo de estrada disputada em Les Herbiers (departamento de Vendeia) no terceiro fim de semana do mês de outubro fechando a temporada profissional em França. Distingue-se das demais corridas de um dia por ter um formato contrarrelógio individual.
A corrida masculina elite, a primeira em criar-se, sempre tem tido uma duração de 48 km.

## História
A masculina elite criou-se em 1982 baixo o nome de Chrono des Herbiers e foi desenhado inicialmente para amadores de 1982 a 1987. A seguir, converteu-se numa prova aberta, combinando profissionais e aficionados até 1994. Desde 1995, é uma corrida profissional no calendário da União Ciclista Internacional. Desde a criação dos Circuitos Continentais UCI em 2005 integrou-se no UCI Europe Tour, dentro da categoria 1.1. Depois do desaparecimento do Grande Prêmio das Nações, passou a chamar-se oficiosamente Chrono des Nations-Les Herbiers em 2006 em clara alusão e lembrança a essa corrida desaparecida e já em 2010 foi chamado oficiosamente Chrono des Nations-Les Herbiers Vendée no nome oficioso (não para a UCI que desde o 2006 sempre tem sido simplesmente Chrono des Nations).
Devido às suas datas alguns anos é a prova inaugural do UCI Europe Tour, outros a prova final e outros tanto a inaugural como a final. Dado que esse calendário começa a 15 de outubro de um ano e finaliza a 14 do seguinte.

### Chrono des Nations feminina e outras
Paralelamente à masculina profissional também se disputaram no mesmo dia outras provas de similares características ainda que com menor quilometragem.
A competição feminina profissional foi criada em 1987, outras masculinas sub-23 de 38 km e júnior de 28 km em 1990 e 2008 respectivamente (além de uma amadora que só se disputou em 1995) e uma versão feminina júnior em 2007 e juvenil (cadetes) em 2011.
O nome da corrida profissional feminina foi mudada oficialmente em 2009 tirando-lhe o "apostrofe" de Les Herbiers Vendée que mantinha desde 2006. Esta sempre tem sido profissional primeiro na categoria 1.9.1 renomeando-se essa categoria em 2005 pela 1.1 mantendo a corrida dito status. Sempre tem tido pouco menos de 21 km.

## Palmarés
| Ano                 | Vencedor             | Segundo                | Terceiro              |
| ------------------- | -------------------- | ---------------------- | --------------------- |
| Chrono des Herbiers |                      |                        |                       |
| 1982                | Gary Dowdell         | Håkan Jensen           | Patrice Esnault       |
| 1983                | Dave Akam            | Patrice Esnault        | Bruno Cornillet       |
| 1984                | Patrice Esnault      | Éric Dudoit            | Philippe Glowacz      |
| 1985                | Bernard Richard      | Claude Séguy           | Paul Quentel          |
| 1986                | Franck Petiteau      | Laurent Bezault        | Pascal Lance          |
| 1987                | Pascal Lance         | Franck Petiteau        | Armand de Las Cuevas  |
| 1988                | Pascal Lance         | Thomas Hartmann        | Philippe Bouvatier    |
| 1989                | Marko Jeletich       | Bernard Richard        | Thierry Dupuy         |
| 1990                | Jan Karlsson         | Francis Moreau         | Michael Rich          |
| 1991                | Jan Karlsson         | Thierry Marie          | Hervé Garel           |
| 1992                | Artūras Kasputis     | Marek Leśniewski       | Jan Karlsson          |
| 1993                | Chris Boardman       | Pascal Lance           | Eddy Seigneur         |
| 1994                | Pascal Lance         | Thierry Marie          | Jan Karlsson          |
| 1995                | Jan Karlsson         | Bert Roesems           | Andreas Walzer        |
| 1995 (2)            | Pascal Lance         | Marek Leśniewski       | Nicolas Aubier        |
| 1996                | Chris Boardman       | Laurent Brochard       | Neil Stephens         |
| 1997                | Serguei Gonchar      | Tony Rominger          | Francisque Teyssier   |
| 1998                | Serguei Gonchar      | Gilles Maignan         | Francisque Teyssier   |
| 1999                | Serguei Gonchar      | Gilles Maignan         | Christophe Moreau     |
| 2000                | Jean Nuttli          | Serguei Gonchar        | László Bodrogi        |
| 2001                | Jean Nuttli          | László Bodrogi         | Serguei Gonchar       |
| 2002                | Michael Rich         | Fabian Cancellara      | Bert Roesems          |
| 2003                | Michael Rich         | Bert Roesems           | Uwe Peschel           |
| 2004                | Bert Roesems         | Vladimir Gusev         | Sebastian Lang        |
| 2005                | Ondřej Sosenka       | Michael Rogers         | Vladimir Gusev        |
| Chrono des Nations  |                      |                        |                       |
| 2006                | Raivis Belohvoščiks  | Brian Vandborg         | Matti Helminen        |
| 2007                | László Bodrogi       | Raivis Belohvoščiks    | Stef Clement          |
| 2008                | Stef Clement         | Manuel Quinziato       | Raivis Belohvoščiks   |
| 2009                | Alekszandr Vinokurov | Jean-Christophe Péraud | Юрій Кривцов          |
| 2010                | David Millar         | Edvald Boasson Hagen   | Lieuwe Westra         |
| 2011                | Tony Martin          | Gustav Larsson         | Alex Dowsett          |
| 2012                | Tony Martin          | Sylvain Chavanel       | Taylor Phinney        |
| 2013                | Tony Martin          | Gustav Larsson         | Sylvain Chavanel      |
| 2014                | Sylvain Chavanel     | Jérémy Roy             | Reidar Borgersen      |
| 2015                | Vasil Kiryienka      | Marcin Białobłocki     | Johan Le Bon          |
| 2016                | Vasil Kiryienka      | Jonathan Castroviejo   | Martin Toft Madsen    |
| 2017                | Martin Toft Madsen   | Mikkel Bjerg           | Jonathan Castroviejo  |
| 2018                | Martin Toft Madsen   | Mikkel Bjerg           | Stéphane Rossetto     |
| 2019                | Jos van Emden        | Filippo Ganna          | Primož Roglič         |
| 2021                | Stefan Küng          | Martin Toft Madsen     | Alessandro De Marchi  |
| 2022                | Stefan Küng          | Tobias Foss            | Matteo Sobrero        |
| 2023                | Joshua Tarling       | Remco Evenepoel        | Stefan Bissegger      |
| 2024                | Stefan Küng          | Jay Vine               | Johan Price-Pejtersen |
| 2025                |                      |                        |                       |

Notas:

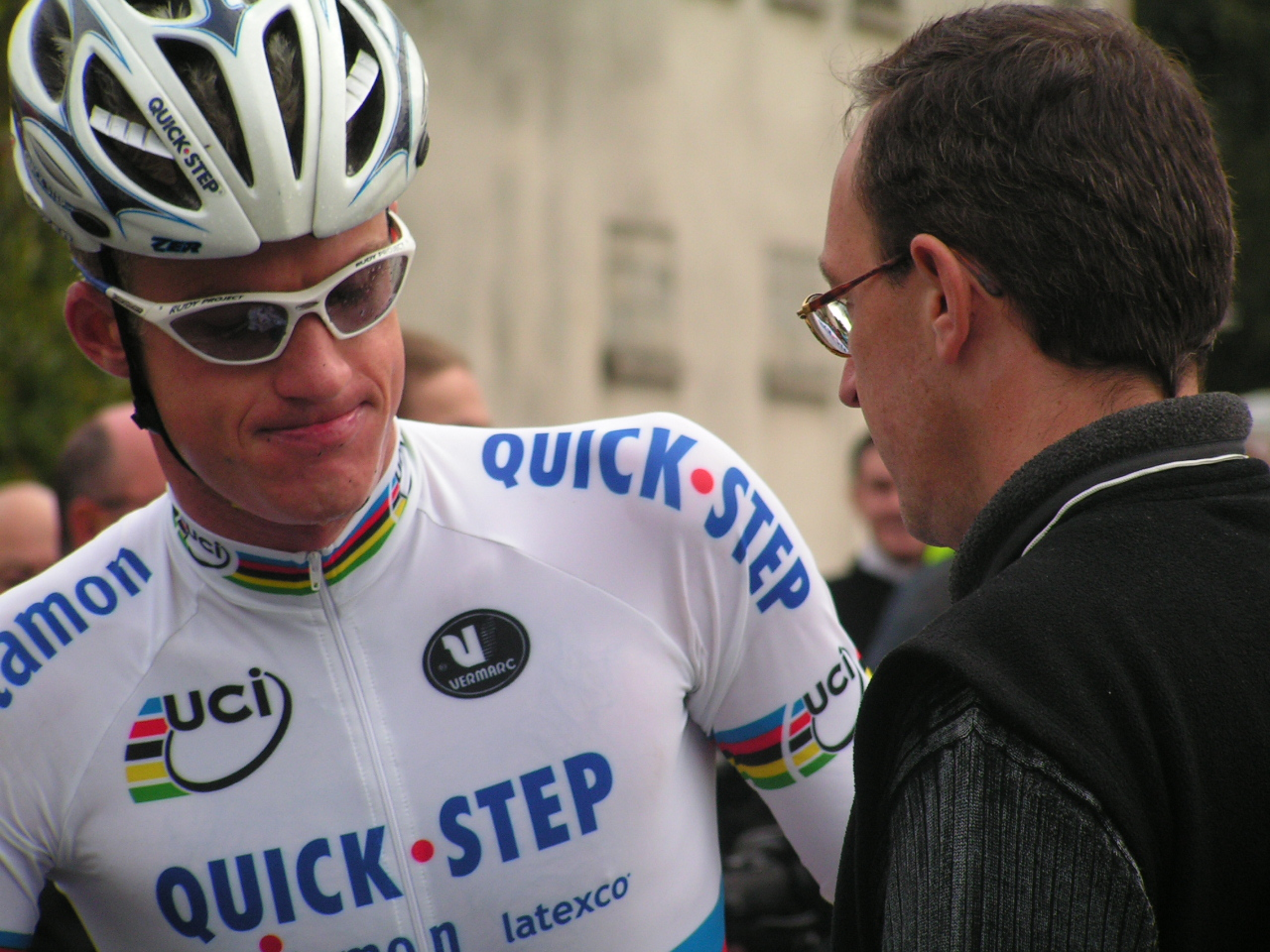
O campeão do mundo em contrarrelógio Michael Rogers à chegada da Chrono des Herbiers 2004.

- As edições desde 1982 a 1987 foram amadoras.
- Em 1995 fizeram-se 2 edições, uma amadora vencida por Jan Karlsson e outra profissional vencida por Pascal Lance
- As edições desde 1988 até 1994 foram "Open", isto é abertas com a participação conjunta de ciclistas aficionados e profissionais

### Palmarés sub-23
| Ano  | Ganhador                 | Segundo               | Terceiro           |
| ---- | ------------------------ | --------------------- | ------------------ |
| 1993 | Sébastien Noel           | Samuel Renaux         | Roman Krylov       |
| 1994 | Sébastien Noel           | Samuel Renaux         | Gilles Rouyau      |
| 1995 | Anthony Morin            | Guillaume Auger       | Damien Nazon       |
| 1996 | Florent Brard            | László Bodrogi        | Christophe Barbier |
| 1997 | Guillaume Auger          | László Bodrogi        | Stephano Panetta   |
| 1998 | Oleg Joukov              | László Bodrogi        | Florent Brard      |
| 1999 | Yuriy Krivtsov           | Christian Poos        | Eric Trokimo       |
| 2000 | Niels Brouzes            | Yuriy Krivtsov        | Mariusz Witecki    |
| 2001 | Yuriy Krivtsov           | Xavier Pache          | David Le Lay       |
| 2002 | Gianluca Moi             | Jochen Rochau         | Damien Monier      |
| 2003 | Damien Monier            | Émilien-Benoît Bergès | Jean Zen           |
| 2004 | Olivier Kaisen           | Florian Morizot       | Nicolas Rousseau   |
| 2005 | Dimitri Champion         | Mickaël Muck          | Nicolas Baldo      |
| 2006 | Dominique Cornu          | Yoann Offredo         | Stéphane Rossetto  |
| 2007 | Michael Færk Christensen | Yoann Offredo         | Alexandre Roux     |
| 2008 | Julien Fouchard          | Fabien Taillefer      | Daniel Kreutzfeldt |
| 2009 | Romain Lemarchand        | Étienne Pieret        | Nicolas Boisson    |
| 2010 | Alex Dowsett             | Romain Bacon          | Nicolas Bonnet     |
| 2011 | Yoann Paillot            | Erwan Téguel          | Pierre Lebreton    |
| 2012 | Yoann Paillot            | Joseph Perrett        | Alexis Guérin      |
| 2013 | Ryan Mullen              | Bruno Armirail        | Alexis Guérin      |
| 2014 | Alexis Dulin             | Rémi Cavagna          | Edmund Bradbury    |
| 2015 | Truls Engen Korsæth      | Julian Braun          | Louis Pijourlet    |
| 2016 | Louis Louvet             | Maxime Roger          | Louis Pijourlet    |
| 2017 | Mathias Norsgaard        | Christoffer Lisson    | Louis Louvet       |
| 2018 | Mathias Norsgaard        | Alexys Brunel         | Matt Langworthy    |

### Palmarés júnior
| Ano  | Ganhador           | Segundo                 | Terceiro          |
| ---- | ------------------ | ----------------------- | ----------------- |
| 1997 | Fabrice Salanson   | Anthony Michelet        | Sandy Casar       |
| 1998 | Eric Trokimo       | Anthony Geslin          | Guillaume Reux    |
| 1999 | Hedson Mathieu     | Ludovic Lanceleur       | Niels Brouzes     |
| 2000 | Nicolas Rousseau   | Charly Carlier          | Alexandre Pichot  |
| 2001 | Nicolas Rousseau   | Olivier Kaisen          | Thierry Hupond    |
| 2002 | Sébastien Coeffier | Romain Feillu           | Sébastien Turgot  |
| 2003 | Damien Gaudin      | Anthony Martin          | Dimitri Krivtsov  |
| 2004 | Alexandre Binet    | Anthony Martin          | Damien Gaudin     |
| 2005 | Sébastien Ivars    | Tony Gallopin           | Stéphane Rossetto |
| 2006 | Tony Gallopin      | Étienne Pieret          | Yann Moritz       |
| 2007 | Fabien Taillefer   | Romain Bacon            | Aurélien Corbin   |
| 2008 | Romain Bacon       | Kévin Labèque           | Adrien Petit      |
| 2009 | Anthony Saux       | Yoann Paillot           | Jimmy Turgis      |
| 2010 | Alliaume Leblond   | Jauffrey Bétouigt-Suire | Pierre Almeida    |
| 2011 | Paul Moerland      | Guillaume Thévenot      | Thomas Bourreau   |
| 2012 | Ryan Mullen        | David Michaud           | Maxime Piveteau   |
| 2013 | Igor Decraene      | Élie Gesbert            | Martin Palm       |
| 2014 | Filippo Ganna      | Thomas Denis            | Martin Palm       |
| 2015 | Nazar Lahodych     | Julien Souton           | Thomas Denis      |
| 2016 | Alexys Brunel      | Sébastien Grignard      | Émilien Jeannière |
| 2017 | Sébastien Grignard | Antoine Raugel          | Thomas Delphis    |
| 2018 | Remco Evenepoel    | Donavan Grondin         | Joshua Sandman    |

### Palmarés juvenil
| Ano  | Ganhador               | Segundo                   | Terceiro        |
| ---- | ---------------------- | ------------------------- | --------------- |
| 2011 | Jérémy Defaye          | Kilian Guillot            | Clément Orceau  |
| 2012 | Jérémy Defaye          | Filippo Ganna             | Martin Palm     |
| 2013 | Clément Bétouigt-Suire | Louis Louvet              | Maxime Gressier |
| 2014 | Clément Bétouigt-Suire | Tom Douhard               | Clément Davy    |
| 2015 | Donavan Grondin        | Florentin Lecamus-Lambert | Rémi Huens      |
| 2016 | Donavan Grondin        | Samuele Manfredi          | Hugo Page       |
| 2017 | Hugo Page              | Colin Jacquemin           | Kévin Vauquelin |
| 2018 | Manuel Oioli           | Eddy Le Huitouze          | Germani Lorenzo |

## Palmarés por países
Somente contemplam-se as vitórias das edições profissionais e "open".
| País          | Vitórias |
| ------------- | -------- |
| Alemanha      | 5        |
| França        | 4        |
| Ucrânia       | 3        |
| Reino Unido   | 3        |
| Países Baixos | 2        |
| Suécia        | 2        |
| Bielorrússia  | 2        |
| Dinamarca     | 2        |
| Lituânia      | 1        |
| Bélgica       | 1        |
| Chéquia       | 1        |
| Letônia       | 1        |
| Hungria       | 1        |
| Cazaquistão   | 1        |